# Malá vodní elektrárna Žamberk II
Malá vodní elektrárna Žamberk II se nachází v Pardubickém kraji na řece Divoká Orlice. Jedná se o průtočnou derivační elektrárnu. Dříve se zde nacházelo vodní kolo, které pohánělo textilní továrnu. Později bylo nahrazeno dvěma Francisovými turbínami, dnes elektrárnu pohání jedna Kaplanova turbína.

## Technické parametry
Elektrárna využívá Kaplanovu turbínu s hltností 6,5 m3/s. Minimální průtok potřebný pro provoz je 1,91 m3/s, nejvíce energie však elektrárna vyrábí při průtoku 4 m3/s. V korytu řeky musí být udržován minimální průtok 610 l/s. Tabulkový výkon elektrárny je 197,5 kW a roční výroba činí 0,259 GWh. Spád je 3,6 metrů.